# 프리드리히 하이에크
프리드리히 하이에크(Friedrich Hayek, CH, 1899년 5월 8일 ~ 1992년 3월 23일)는 오스트리아에서 태어난 영국의 경제학자이자 정치철학자이다. 그는 신자유주의 아버지로 불린다. 1938년 영국 시민권을 취득하였다.1974년 화폐와 경제 변동에 관한 연구로, 이데올로기적 라이벌인 스웨덴의 경제학자 군나르 뮈르달과 더불어 노벨 경제학상을 수상했다. 1991년에는 미국 대통령 자유 메달(U.S. Presidential Medal of Freedom)을 받았다.
화폐적 경기론과 중립적 화폐론을 전개하였고, 자유주의의 입장에서 계획경제에 반대했다. 사회주의 및 전체주의, 좌파의 경제 정책을 비판하고, 케인스의 이론에 대항하여 자유시장 경제 체제를 옹호하였다. 신자유주의의 사상적 아버지로 불리고 있다. 하이에크는 학술적 삶을 런던 정치경제대학교, 시카고 대학교, 프라이부르크 대학교 등에서 보냈다.
경제학 연구에만 머무르지 않고 정치·사회·문화를 아우르는 폭넓은 연구 활동을 보여주었다. 1970년대 서구 복지국가가 복지병과 경기침체 현상을 안게 되면서 자유시장 중시와 계획경제 비판을 요체로 한 그의 이론이 재조명되었고, 1980년대 레이거노믹스와 대처리즘을 필두로 하는 신자유주의 출현의 이념적 기반이 되었다.
저서로는 《노예의 길》, 《자유헌정론》, 《법, 입법, 그리고 자유》 등이 있다. 1994년 발행 50주년을 맞이한 《노예의 길》에는, 밀턴 프리드먼이 쓴 서문이 보태졌다.

## 생애

### 어린 시절
프리드리히 아우구스트 폰 하이에크(Friedrich August von Hayek)는 비엔나의 어거스트 본 하이에크와 펠릭시타스 하이에크 사이에서 태어났다. 프리드리히에게 가운데 이름을 물려준 아버지 또한 비엔나에서 1871년에 태어났고, 비엔나 대학의 파트타임 식물학 강사이기도 했다. 프리드리히의 어머니는 1875년에 부유하고, 보수적인 지주집안에서 태어났다. 그녀는 상당한 유산을 받게 되었는데, 그 유산은 신혼기간 동안 그녀와 어거스트의 수입의 절반을 차지할 정도였다. 하이에크는 1년 반 터울의 동생인 헤인에크, 5년 터울의 동생인 에리히를 둔 장남이었다.
대학의 교수로서의 아버지의 경력은 나중에 프리드리히의 목표에 영향을 끼쳤다. 프리드리히가 알 수 있을만큼 오래 산 그의 할아버지들은 모두 학자였다. 프란츠 폰 쥐라스크는 오스트리아-헝가리의 선두적인 경제학자였고, 오스트리아 경제대학의 창립자 중 한 명인 오이겐 폰 바웨르크의 친한 친구였다. 프리드리히의 친할아버지, 구스타브 에들러 폰 하이에크는 비엔나 왕립 Realobergymnasium에서 자연과학을 가르쳤다. 그는 생물학 분야에서 체계적인 결과물을 만들어 내었는데, 그 중 일부는 비교적 잘 알려져있다.
어머니 쪽에선 하이에크는 철학자인 루트비히 비트겐슈타인(Ludwig Wittgenstein)의 둘째 사촌이었다. 프리드리히의 어머니는 종종 비트겐슈타인의 누이들과 함께 놀기도 하며, 루트비히를 잘 알고 있었다. 가족관계로 인하여, 하이에크는 이 책이 출판된 1921년, 독일어판으로 출판되었을 때, 비트겐슈타인의 저서인 《논리철학 논고》를 처음으로 읽은 사람 중 한 명이었다. 하이에크가 비트겐슈타인을 몇 번밖에 만나지 못함에도 불구하고, 하이에크는 비트겐슈타인의 철학과 분석 방법이 그의 삶과 사고에 깊은 영향을 미쳤다고 말했다.
프리드리히의 말년에는 비트겐슈타인과 함께한 철학 토론을 회상하곤 했다. 두 사람 모두 제1차 세계 대전 당시에 장교였다. 비트겐슈타인의 죽음 이후에 프리드리히는 비트겐슈타인의 전기를 쓸 생각을 했고, 비트겐슈타인의 가족 자료를 모으는 것에 공을 들였다. 그리고 나중에 비트겐슈타인의 전기를 쓰는 데에 기여했다.
하이에크는 아주 어린 나이부터 지적이고 학문적인 소질을 보였다. 학교에 들어가기 전에 유창하고 빈번하게 읽었다. 프리드리히의 아버지의 증언에 따르면, 하이에크는 십대 때, 휴고 데 브리에스의 유전학과 진화학에 대한 작품들을 읽었고, 포이어바흐의 절학적인 작품들도 읽었다.
학교에서 하이에크는 아리스토텔레스 윤리에 대한 한 강사의 강의에 매료되었다. 출간되지 않은 자서전 기록에서는 하이에크가 그의 어린 동생들과의 분열을 회상했지만, 그는 자신이 다른 세대라고 생각했다. 그는 어른들과 어울리는 것을 더 좋아했다.
1917년 프리드리히는 오스트리아-헝가리 육군의 포병 연대에 입대하여 이탈리아 전선에서 싸웠다. 하이에크의 전투의 대부분은 비행기에서 관측자로 일하는 것으로 보내졌다. 하이에크는 전쟁 중에 왼쪽 청각에 부상을 입었고, 이 기간 동안 하이에크는 1918년 독감 전염병에서도 살아남았다. 프리드리히는 전쟁으로 이어진 실수들을 피하는 것을 돕는 것을 결심했고, 학문적인 직업을 갖기로 결정했다. 자신의 경험에 대해 "결정적인 영향은 정말로 1차 세계 대전이었다. 그것은 반드시 정치적 조직의 문제에 관심을 끌게 될 것이다."라고 말했다.

### 교육 및 경력
빈 대학교에서 1921년과 1923년에 법률과 정치학 박사 학위를 받았다. 그는 또한 철학, 심리학 및 경제학을 공부했다. Hayek의 Monakow 연구실에서의 시간과 Ernst Mach의 작품에 대한 깊은 관심은 결국 《감각적 질서》(1952)로 출판된 첫 번째 지적 프로젝트에 영감을 주었다. 하이에크는 프리드리히 폰 비저의 추천에 따라 루드비히 폰 미제스가 고용 한 오스트리아 정부의 전문가로서 생제르맹 조약의 법적 및 경제적 세부 사항을 다루었다. 1923년과 1924년 사이 하이에크는 뉴욕 대학의 Jeremiah Jenks 교수에게 연구 조교로 일하며 미국 경제와 미국 연방 준비 제도의 운영에 관한 거시 경제 데이터를 수집했다.
1931년 런던정경대학(LSE)에서 하이에크는 선도적인 경제 이론가 중 한 사람으로 인정받았다. 1932년 하이에크는 공공 시장에 대한 민간 투자가 영국의 부자 및 경제 조정에 있어 정부 지출 프로그램보다 더 나은 길이라고 주장했다. 하이에크와 케인스는 많은 중요한 경제학 문제에 동의하지 않았다.

### 노예의 길(The Road to Serfdom)

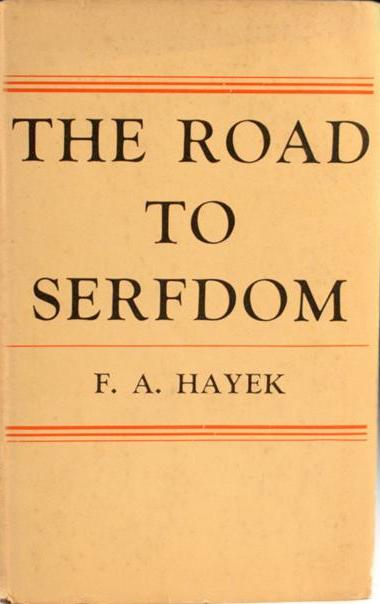
노예의 길 원본

하이에크는 영국의 학계에서 파시즘은 사회주의에 대한 자본주의적 반응이라는 일반적인 견해에 우려하였고, 《노예의 길》은 그러한 우려에서 비롯된 것이다. 《노예의 길》은 1940년과 1943년 사이에 쓰여졌다. 이 책의 제목은 알렉시스 드 토크빌의 글에서 영감을 얻었다. 1944년 3월 Routledge에 의해 영국에서 처음 출판되었으며, 하이에크 (Hayek)는 전시 용지 배급 문제로 인해 "구할 수 없는 책"이라고 부르기도 했다. 그 해 9 월 시카고 대학에서 미국에서 출판되었을 때, 그것은 영국에서보다 더 큰 인기를 얻었다. Reader 's Digest는 1945년 4월에 요약본을 발표하여 예종으로의 길이 학계보다 훨씬 광범위한 잠재 고객에게 다가 갈 수 있게 했다. 이 책은 개인주의와 고전적 자유주의를 지지하는 사람들 사이에서 널리 알려져 있다.

### 시카고
1950년에 하이에크는 런던정경대학에서 떠났다. 1949-50년을 아칸소 대학의 객원 교수로 보낸 후, 시카고 대학에서 교수가 되었다. 하이에크의 봉급은 대학이 아니라 외부 재단인 William Volker Fund가 지원했다.
하이에크는 1940년대 시카고 대학에서 많은 사람들과 접촉했다. 하이에크는 시카고 대학에서 여러 세미나를 진행했으며, 연구 프로젝트에 많은 학자가 참여했다. 하이에크, 프랭크 나이트, 밀턴 프리드먼, 조지 스티글러는 자유주의 정치 경제학자들을 위한 국제 포럼인 몽페를랭회(Mont Pèlerin Society)를 구성하기 위해 함께 일했다.
시카고에서 하이에크의 첫 번째 class는 엔리코 페르미(Enrico Fermi), 시월 라이트(Sewall Wright), 레오 실라르드(Leó Szilárd)를 비롯한 많은 대학의 과학자들이 참석 한 과학 철학에 관한 교수 세미나였다. 시카고에서 근무하는 동안 하이에크는 과학, 경제, 정치 철학 및 사상의 철학을 연구했다. 하이에크는 1954년에 Guggenheim Fellowship을 받았다.
존 스튜어트 밀(John Stuart Mill)의 서신을 편집한 그는 자유주의 질서와 자유 문명의 창조적 힘에 관한 책을 출판할 계획을 세웠다. 그는 1959년 5월에 《자유헌정론》을 완성했고, 1960년 2월에 출판했다. 하이에크는 그 책이 《노예의 길》이 16년 전에 가지고 있었던 것과 같은 열렬한 일반적 수용을 받지 않았던 것에 실망했다.

### 프라이부르크, 로스 앤젤레스, 잘츠부르크
1962년부터 1968년에 은퇴할 때까지 프라이부르크 대학에서 교수로 재직하면서 《법, 입법, 그리고 자유》에 관한 연구를 시작했다. 하이에크는 1969년부터 1977년까지 잘츠부르크 대학의 교수가 되었으며 그 후 프라이부르크로 돌아와 나머지 기간을 보냈다.

### 노벨상 수상자
1974년 10월 9일 스웨덴의 경제학자 인 군나르 뮈르달과 함께 하이에크가 노벨 경제학상 수상자로 선정되었다고 발표되었다.

## 활동

### 경기 변동론
하이에크의 경제학에 대한 주요 연구는 '자본, 화폐 및 경기 순환'에 관한 것이었다. 미제스는 더 일찍 한계 효용의 개념을 《화폐와 신용의 이론》(1912)에서 화폐의 가치에 적용했다. 그는 1912년에 오래된 영국 통화 학교와 스웨덴의 경제학자 크누트 빅셀(Knut Wicksell)의 아이디어를 바탕으로 한 경기 변동에 대한 설명을 제안했다. 하이에크는 1929년에 출판된 그의 책에서 오스트리아학파의 접근 방식에 대해 자세히 설명했다. 하이에크는 그의 《가격과 생산》(1931)에서, 경기 순환은 중앙 은행의 인플레이션 신용 확대와 시간 경과에 따른 그것의 전송으로 인하여 인위적으로 낮은 금리로 인한 자본의 잘못된 배분을 초래했다고 주장했다. 하이에크는 "과거 시장 경제의 불안정성은 시장 메커니즘의 가장 중요한 규제 기관인 화폐가 시장 과정에 의해 규제되는 것에서 배제된 결과"라고 주장했다.
하이에크의 분석은 오이겐 폰 뵘바베르크(Böhm-Bawerk)의 "평균 생산 기간" 개념과 통화 정책이 그 효과에 미칠 수 있는 영향에 기반을 두고 있다. 나중에 그의 논문 "사회에서의 지식의 사용" ("The Use of Knowledge in Society") (1945)에 요약되어 있는 추론에 따르면, 중앙 은행과 같은 독점적 정부 기관이 화폐의 공급을 통제해야 하는 관련 정보를 가질 수 없으며, 올바르게 사용할 능력도 없다.
니콜라스 칼도어(Nicholas Kaldor)에 따르면 하이에크의 자본 및 시간 순환 구조에 관한 이론은 처음에는 학문적 세계를 매료시켰다.
또한 1931년 하이에크는 케인스의 《화폐론》(1930)를 비판했다. LSE에서 《가격과 생산》과 같은 책 형태의 강연을 발표했다. 케인스에 의하면, 실업과 유휴 자원은 효과적인 수요가 부족하기 때문에 발생한다. 하이에크에게는 이전의 지속 불가능한 쉬운 돈과 인위적으로 낮은 이자율의 에피소드에서 비롯된 것이다. 케인스는 그의 친구 피에로 스라파(Piero Sraffa)에게 응답하도록 요청했다. 스라파는 자본 부문에 대한 인플레이션 유발 "강제 저축"효과와 성장하는 경제에서의 "자연적"이자율의 정의에 대해 자세히 설명했다. 하이에크의 경기 순환론에 부정적인 반응을 보인 사람들로 존 힉스(John Hicks), 프랭크 나이트(Frank Knight) 및 군나르 뮈르달(Gunnar Myrdal)이 있었다.
하이에크는 금융 및 자본 이론에 관한 그의 연구를 계속하면서 《이윤, 이자 및 투자》 (1939)와 《자본의 순수 이론》 (1941)에서 신용주기와 자본 구조 사이의 관계에 관한 이론을 수정했으나 경제적 이론가로서의 그의 명성은 떨어져 있었다. 그 작품들은 니콜라스 칼도어(Nicholas Kaldor)에 의한 비난을 제외하고는 무시당했다.
하이에크는 순수 자본 이론에서 약속했던 "자본의 역동성"에 대한 서적 길이의 설명을 결코 만들지 못했다. 1941년 이후 그는 정보학, 정치 철학, 법 이론 및 심리학의 경제학에 관한 논문을 계속 발표했으나 거시경제학에 관련해서는 거의 출간하지 못했다. 시카고 대학에서 하이에크는 경제학과의 일원이 아니었고 거기에서 일어난 신고전파 이론의 부활에 영향을 미치지 않았다. 1974년에 그는 노벨 경제학상 수상자를 군나르 뮈르달(Gunnar Myrdal)과 함께 수상했을 때, 뮈르달은 "이데올로그"와 짝을 지었다고 불평했다. 밀턴 프리드먼은 자신이 "하이에크에 대해 엄청난 찬사를 보냈지만, 그의 경제학에 대해서는 그렇지 않다."라면서 "《가격과 생산》은 매우 결함있는 책이라고 생각한다."라며 《자본의 순수 이론》은 "읽을 수 없다."라고 생각한다고 밝혔다.

### 경제 계산 문제
루트비히 폰 미제스(Ludwig von Mises)와 다른 사람들의 초기 연구를 바탕으로 하이에크는 중앙 계획 경제에서 개인이나 특정 집단이 자원의 분배를 결정해야 하지만, 이러한 계획자는 이 할당을 안정적으로 수행하기에 충분한 정보를 얻지 못할 것이라고 주장했다.
1935년, 하이에크는 루드비히 폰 미제스에 의해 시작된 초기 토론에서 논문 모음집인 《Collectivist Economic Planning》을 출판했다. 하이에크는 미제스의 에세이를 포함했다. 미제스는 사회주의 하에서 합리적 계획이 불가능하다고 주장했다.
디킨슨(H. D. Dickinson)이나 오스카르 랑게(Oskar Lange)와 같은 일부 사회주의자들은 일반 균형 이론을 이용하여 반응했으며, 미제스의 논증을 반박했다. 그들은 방정식을 풀어 낼 책임이 있는 계획된 시장 시스템과 자유 시장 시스템의 차이가 있음을 지적했다. 그들은 사회주의 경영자가 선택한 가격 중 일부가 잘못 되었다면, 자유 시장과 마찬가지로 가격을 조정할 수 있다는 신호를 보냈다. 이러한 시행 착오를 통해 사회주의 경제는 많은 문제를 피하면서 자유 시장 체제의 효율성을 모방할 수 있다.
하이에크는 일련의 공헌으로 이 관점에 도전했다. "경제학과 지식"(1937)에서, 그는 표준 일반 균형 이론은 모든 행위자가 완전하고 정확한 정보를 가지고 있다고 가정한다고 지적했다. 그러나 현실 세계에서는 서로 다른 사람들이 서로 다른 지식을 가지고 있으며, 또한 그들이 믿는 것의 일부는 잘못되었다고 지적했다.
"사회에서의 지식의 사용"(1945)에서 하이에크는 가격 기구가 지역 및 개인 지식을 공유하고 동기화하여 사회 구성원이 자발적 자기 조직의 원칙을 통해 다양하고 복잡한 목적을 달성할 수 있다고 주장했다. 그는 가격 기구를 중앙 계획과 대조하여 시간과 장소의 특수한 환경에서의 변화에 신속하게 적응할 수 있다고 주장했다.

### 사회 및 정치 철학
하이에크는 경력 후반기에 인간 지식의 한계와 사회 제도에서의 자발적 질서에 대한 자신의 견해를 바탕으로 사회와 정치 철학에 많은 공헌을 했다. 그는 국가의 기구가 거의 전적으로 (전부는 아니지만) 자유 개인의 시장이 기능하는 데 필요한 법질서를 시행하기 위해 독점적으로 고용되는 시장질서를 중심으로 조직된 사회를 지지한다고 주장한다. 이러한 사상은 인간 지식의 본질적 한계에 관한 인식론적 우려에서 파생된 도덕적 철학에 의해 알려지게 되었다. 하이에크는 그의 이상적인 개인주의적이고 자유시장적인 정치는 "그것을 운영하기 위해 좋은 사람을 찾는 데 그 기능을 의존하지 않는 사회"가 될 정도로 자기 규제적일 것이라고 주장했다.
하이에크는 법치주의의 옹호자였다. 그는 "사회적 정의"라는 개념을 못마땅하게 여겼다. 그는 시장을 "그 결과를 정당하거나 부당하다고 하는 것은 의미가 없다"와 비교하면서 "사회적 정의는 결정 가능한 내용이 없는 공허한 문구"라고 주장했다. 마찬가지로, "개인의 노력 결과는 반드시 예측할 수 없으며, 소득의 분배에 관한 문제는 아무런 의미가 없다."라고 주장했다. 그는 일반적으로 정부의 소득이나 자본 재분배를 개인의 자유에 대한 용납할 수 없는 침해로 간주하면서, "한 번 도입되면 사회 전체가 그에 따라 조직되기 전까지는 분배적 정의의 원칙이 실현되지 않을 것이다. 이것은 모든 본질적인 측면에서 자유사회의 반대가 될 일종의 사회를 만들어 낼 것이다."라고 말했다.

#### 자생적 질서
하이에크는 자유 가격 제도를 의식적인 발명품(인간이 의도적으로 설계한 것)이 아니라 자생적 질서로 보았다. 하이에크는 그의 저서 《치명적 자만》 (1988)에서 문명의 탄생의 원인을 사유재산으로 돌렸다. 그는 각 경제 의사결정자가 암묵적 지식이나 분산된 지식을 서로 소통해 경제 계산 문제를 해결할 수 있는 유일한 수단이라고 설명했다. 알랭 드 베노이스트(Alain de Benoist)는 《텔로스》(Telos)에서 하이에크에 대해 매우 비판적인 에세이를 발표했는데, 하이에크의 '자생적 질서'에 대한 생각 이면에 있는 결함 있는 가정과 그의 자유시장 이념이 갖는 권위적이고 총체적인 함축적 함의를 들먹였다.

## 서훈
- 1984년 컴패니언 오브 아너(Order of the Companions of Honour, CH)

## 같이 보기
- 신자유주의
- 글로벌 금융 시스템
- 경제사상사
- 존 메이너드 케인스